# Ptolémée (fils de Dorymènes)
Pour les articles homonymes, voir Ptolémée (homonymie).
Ptolémée fils de Dorymènes est un officier séleucide chargé en 165 av. J.-C., avec Nicanor et  Gorgias, de combattre la rébellion menée par les Hasmonéens en Judée . Il est possible qu'il soit alors le stratège de Cœlé-Syrie et Phénicie. Il est aussi présent à Tyr à l'automne 170 av. J.-C. lorsqu'Antiochos IV y arrive. Il intercède auprès du roi en faveur du grand prêtre Ménélas, accusé par trois émissaires de la communauté juive de Jérusalem de piller le Temple.